# Kinheim

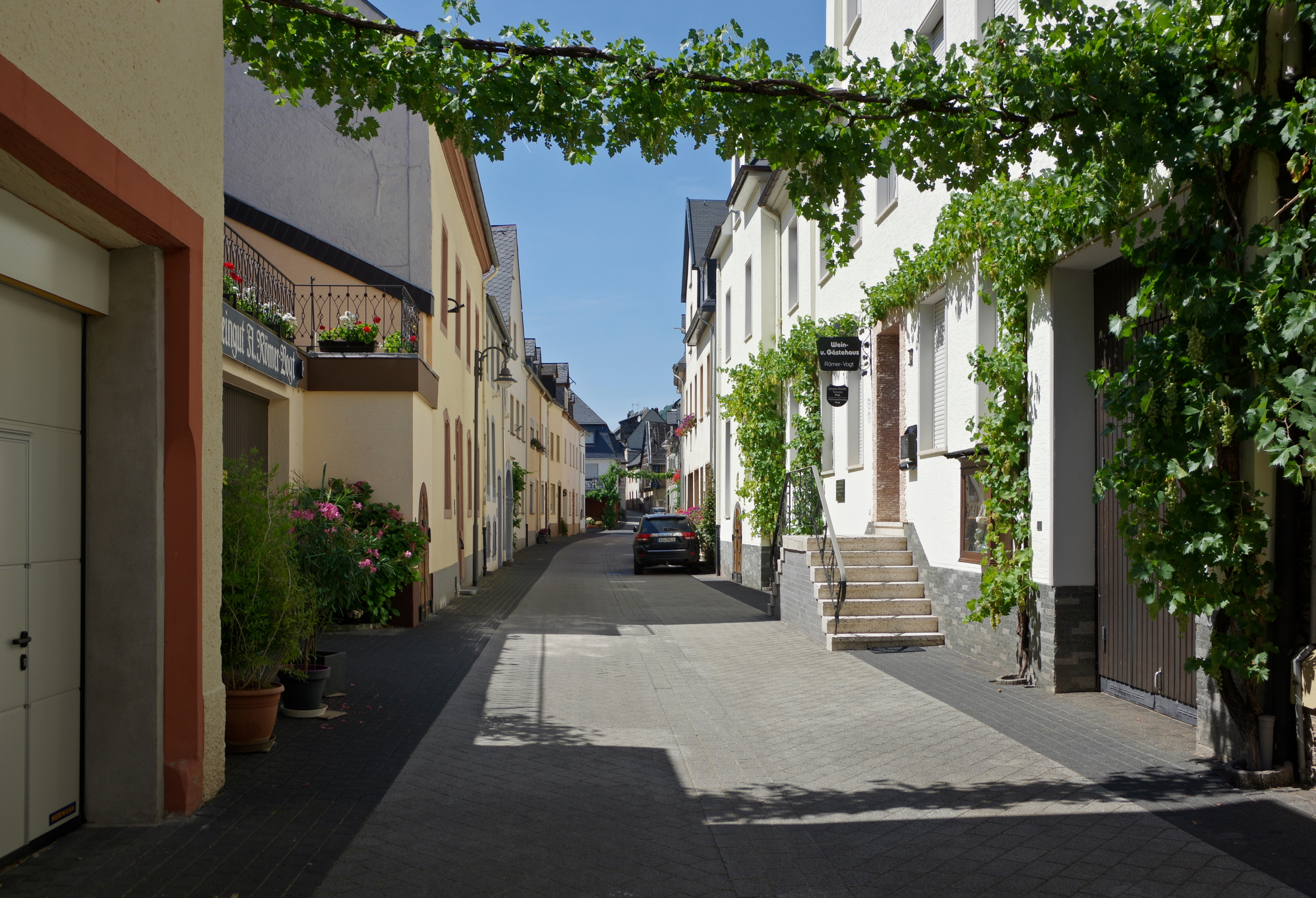
Kinheim, Burgstraße

Kinheim ist eine Ortsgemeinde im Landkreis Bernkastel-Wittlich in Rheinland-Pfalz. Sie gehört der Verbandsgemeinde Traben-Trarbach an. Kinheim ist ein staatlich anerkannter Erholungsort.

## Geographie
Der Ort Kinheim steht an der linken Seite der Mittelmosel bei Flusskilometer 116, der Ortsteil Kindel gegenüber an der rechten Moselseite. Die beiden Ortsteile sind mit einer Flussbrücke verbunden. Der Ortsteil Sengwald liegt in einem Seitental der Alf zwischen den nicht zugehörigen Orten Kinderbeuern und Ürziger Bahnhof. Rund die Hälfte der Gemarkungsfläche ist bewaldet.
Von links fließt der Kinheimer Bach, auch Willersbach genannt, in die Mosel.

### Klima
Der Jahresniederschlag beträgt 706 mm.

### Nachbargemeinden
| Bausendorf | Kinderbeuern                                | Bengel          |
| Ürzig      | Kompassrose, die auf Nachbargemeinden zeigt | Kröv            |
| Lösnich    | Kindel                                      | Traben-Trarbach |

## Geschichte
Die erste urkundliche Erwähnung des Ortsnamens Kinheim erfolgte im Jahr 1161. Die Bedeutung des Namens ist ungewiss. Vermutlich ist das Bestimmungswort Ken vorrömischen Ursprungs. Das Grundwort Heim deutet an, dass Kinheim eine frühe fränkische Siedlung ist.
Das Kinheim gegenüberliegende Kindel wird schon 1069 als Kennelle genannt und heißt später Kinelle (1304) bzw. Kinnel (1404). Kindel ist sicher eine Tochtersiedlung Kinheims, denn Kennelle bedeutet „kleines Kinheim“.
Darüber hinaus besaß Kinheim eine Außensiedlung im Alftal, das heutige Kinderbeuern (1296: Kynheymerbüren), welches bis um 1740 der Gemeinde Kinheim eingegliedert war. Kinheim gehörte bis 1794 zum Kröver Reich, einem Kondominium zwischen Kurtrier und der Grafschaft Sponheim, das als ehemals reichsunmittelbares Gebiet eine gewisse Selbstverwaltung besaß.
Ab 1794 stand Kinheim unter französischer Herrschaft, 1815 wurde der Ort auf dem Wiener Kongress dem Königreich Preußen zugeordnet. Seit 1946 ist er Teil des Landes Rheinland-Pfalz.
Im Ortsteil Kindel wurden die Überreste eines keltisch-römischen Hofs aus dem 3. Jahrhundert ausgegraben. Dabei wurde auch ein Hochrelief des Schlegelgottes Sucellus entdeckt. Dieser archäologische Fund gilt als ältestes Zeugnis für einen Weinbau an der Mosel. Die originale Relieffigur steht heute im Rheinischen Landesmuseum Trier.
Bevölkerungsentwicklung
Die Entwicklung der Einwohnerzahl der Gemeinde Kinheim, die Werte von 1871 bis 1987 beruhen auf Volkszählungen:
| Jahr | Einwohner |
| ---- | --------- |
| 1815 | 673       |
| 1835 | 846       |
| 1871 | 1.017     |
| 1905 | 1.034     |
| 1939 | 1.055     |

| Jahr | Einwohner |
| ---- | --------- |
| 1950 | 1.100     |
| 1961 | 1.000     |
| 1970 | 932       |
| 1987 | 904       |
| 2005 | 825       |

## Politik

### Gemeinderat
Der Gemeinderat in Kinheim besteht aus zwölf Ratsmitgliedern, die bei der Kommunalwahl am 9. Juni 2024 in einer Mehrheitswahl gewählt wurden, und dem ehrenamtlichen Ortsbürgermeister als Vorsitzendem.

### Ortsbürgermeister
- Christian Franzen, ab 2025; bis 2025 war die Stelle vakant[7][8]

- Walter Klink, 2012 bis 2022[9][10][11][12]

- Jens Stamm, 2009 bis 2012[13]

- Günter Jacoby, bis 2009[9]

### Partnerschaften
Die Gemeinde ist durch eine Partnerschaft mit der belgischen Stadt Harelbeke (Westflandern) sowie mit der französischen Gemeinde Ambonnay (Champagne) verbunden.

## Wirtschaft und Infrastruktur

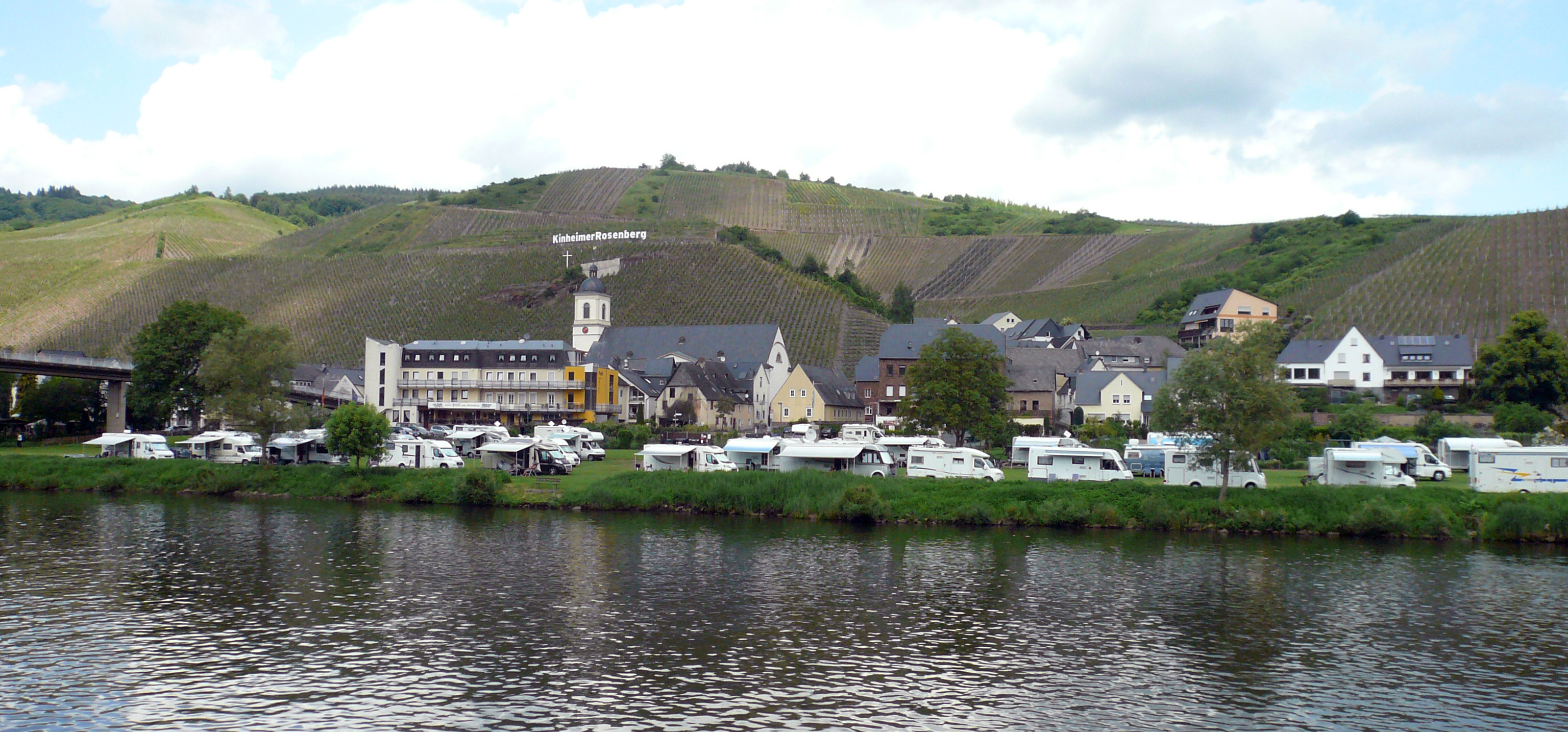
Kinheim und die Weinlage Kinheimer Rosenberg

- Die Gemeinde ist geprägt von Weinbau und Tourismus. Auf circa 120 ha Rebfläche gedeihen Weine in den Einzellagen Rosenberg, Hubertuslay und Römerhang. Alle drei Weinlagen gehören zur Großlage Schwarzlay und zum Bereich Bernkastel des Anbaugebietes Mosel.
- Durch den Ort führt die Bundesstraße 53. Im Westen verläuft die Bundesautobahn 1. Anschluss daran hat man an der ungefähr 15 km entfernten Abfahrt Wittlich-Mitte. Seit Fertigstellung des Hochmoselübergangs ist seit 2019 die vierstreifige Bundesstraße 50 über die rund vier Kilometer entfernte Anschlussstelle Erden-Lösnich erreichbar. Damit verkürzte sich die Fahrzeit bis zur Bundesautobahn 61 an der Anschlussstelle Rheinböllen von bisher circa 50 auf etwa 40 Minuten.
- Im nahegelegenen Ürzig ist ein Bahnhof der Moselstrecke.

## Vereine
Im Ort Kinheim-Kindel gibt es die Vereine Turn- und Sportverein, Winzerkapelle, Freiwillige Feuerwehr, Dorfjugend Kinheim-Kindel, Karnevalsverein und die Kinheimer Möhnen. Von diesen Vereinen werden über das Jahr verteilt auch einige Veranstaltungen im Dorf organisiert und durchgeführt.

## Söhne und Töchter der Gemeinde
- Karl Pohl (1873–1944), Jurist, Bürgermeister von Mayen, Landrat des Landkreises Trier
- Joseph Bechtel (1879–1942), römisch-katholischer Priester, NS-Opfer
- Helmut Mathy (1934–2008), deutscher Historiker und Politiker
- Alfred Beth (* 1940), deutscher Politiker und Verwaltungsjurist; Staatsminister für Umwelt und Gesundheit des Landes Rheinland-Pfalz (1988–1991)

## Siehe auch

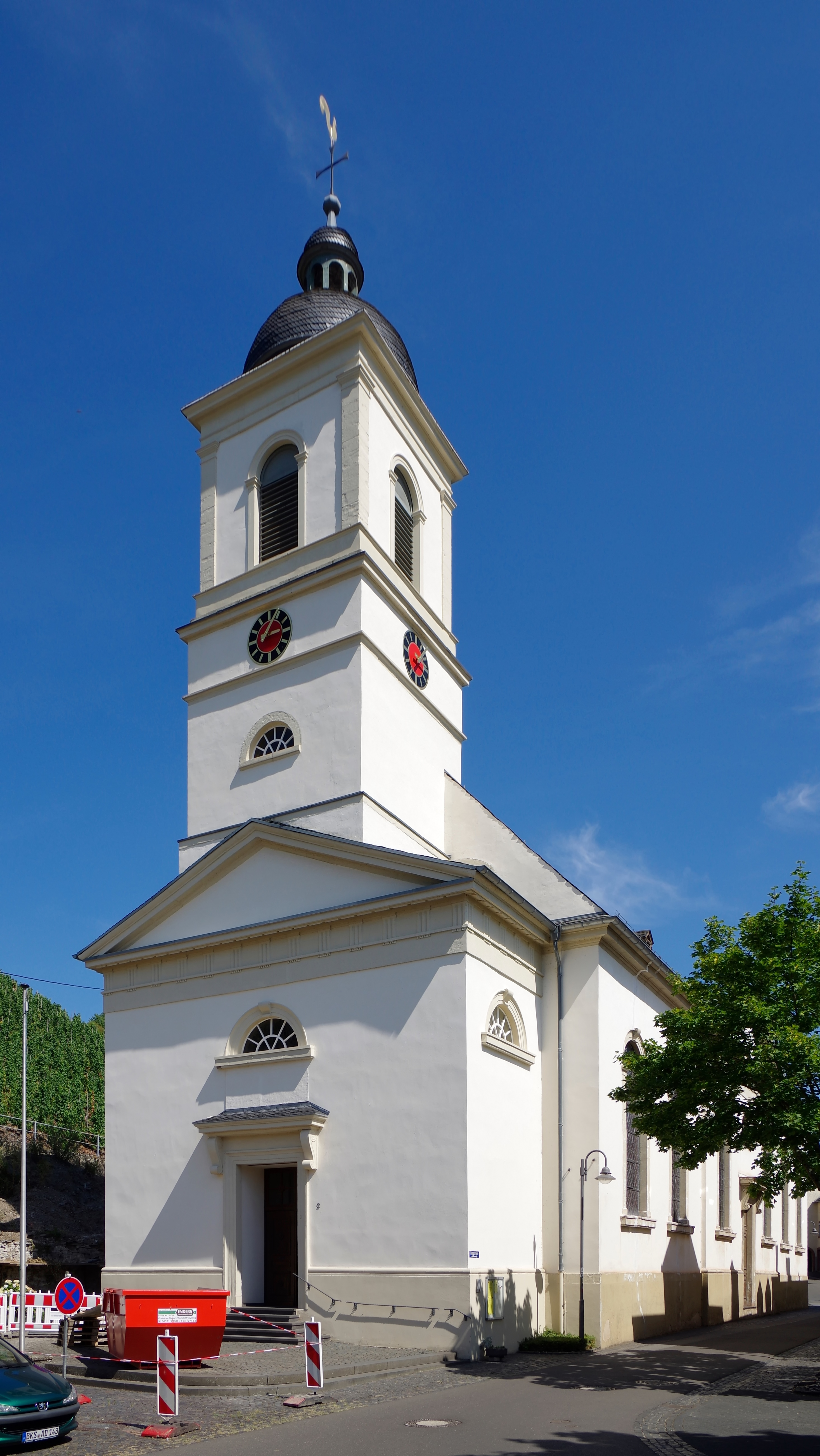
Katholische Pfarrkirche St. Martin
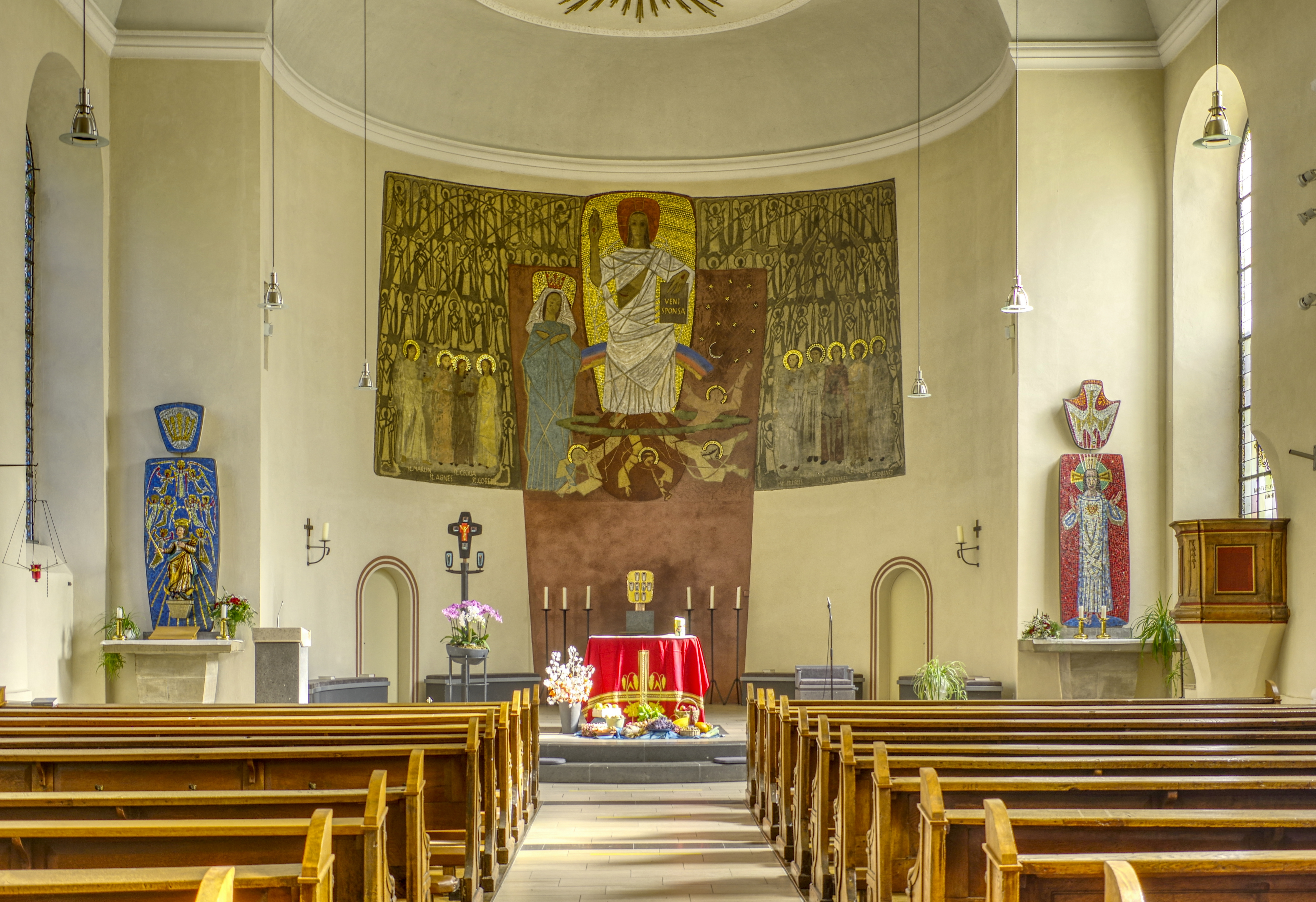
Inneres der Kirche
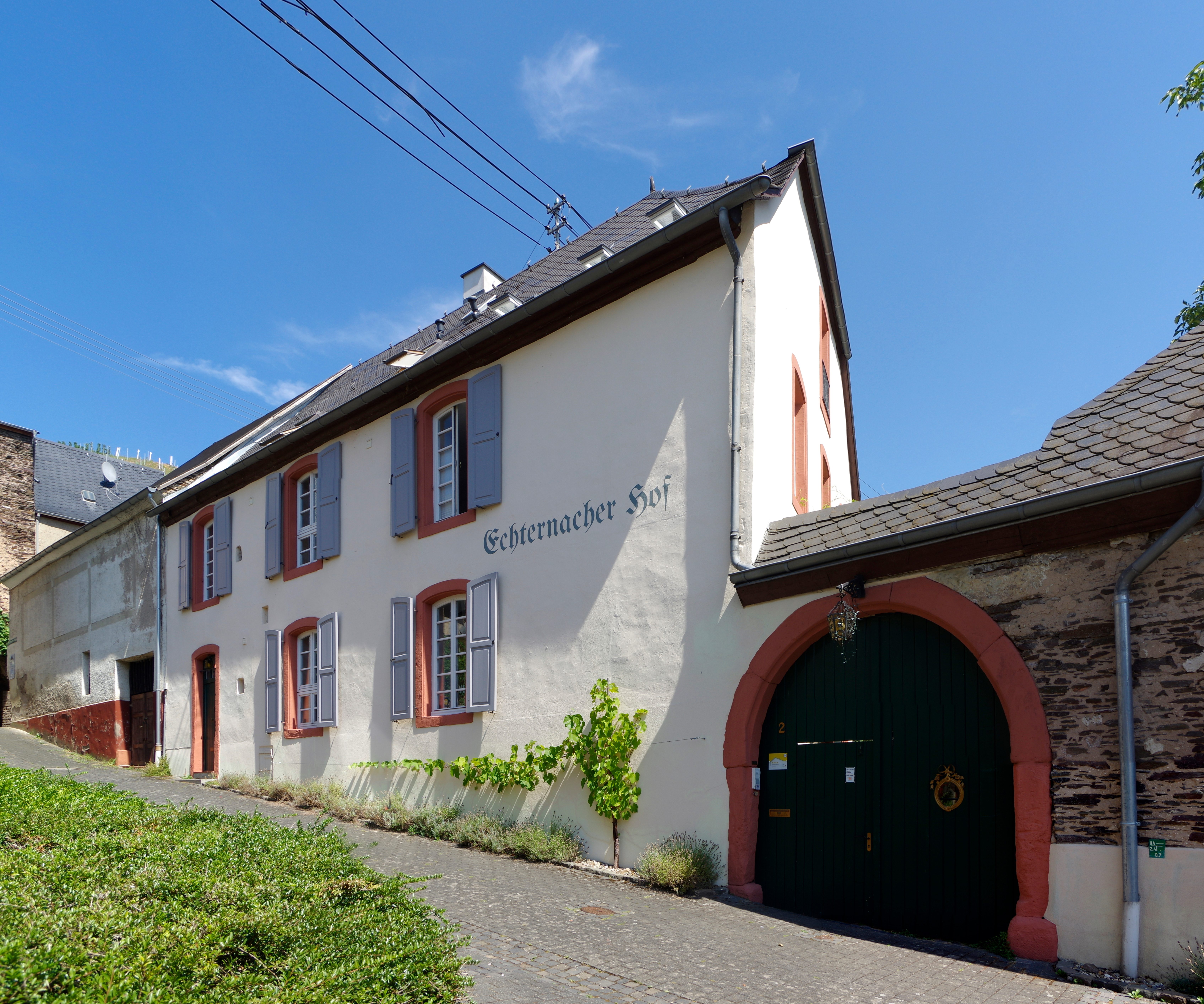
Echternacher Hof
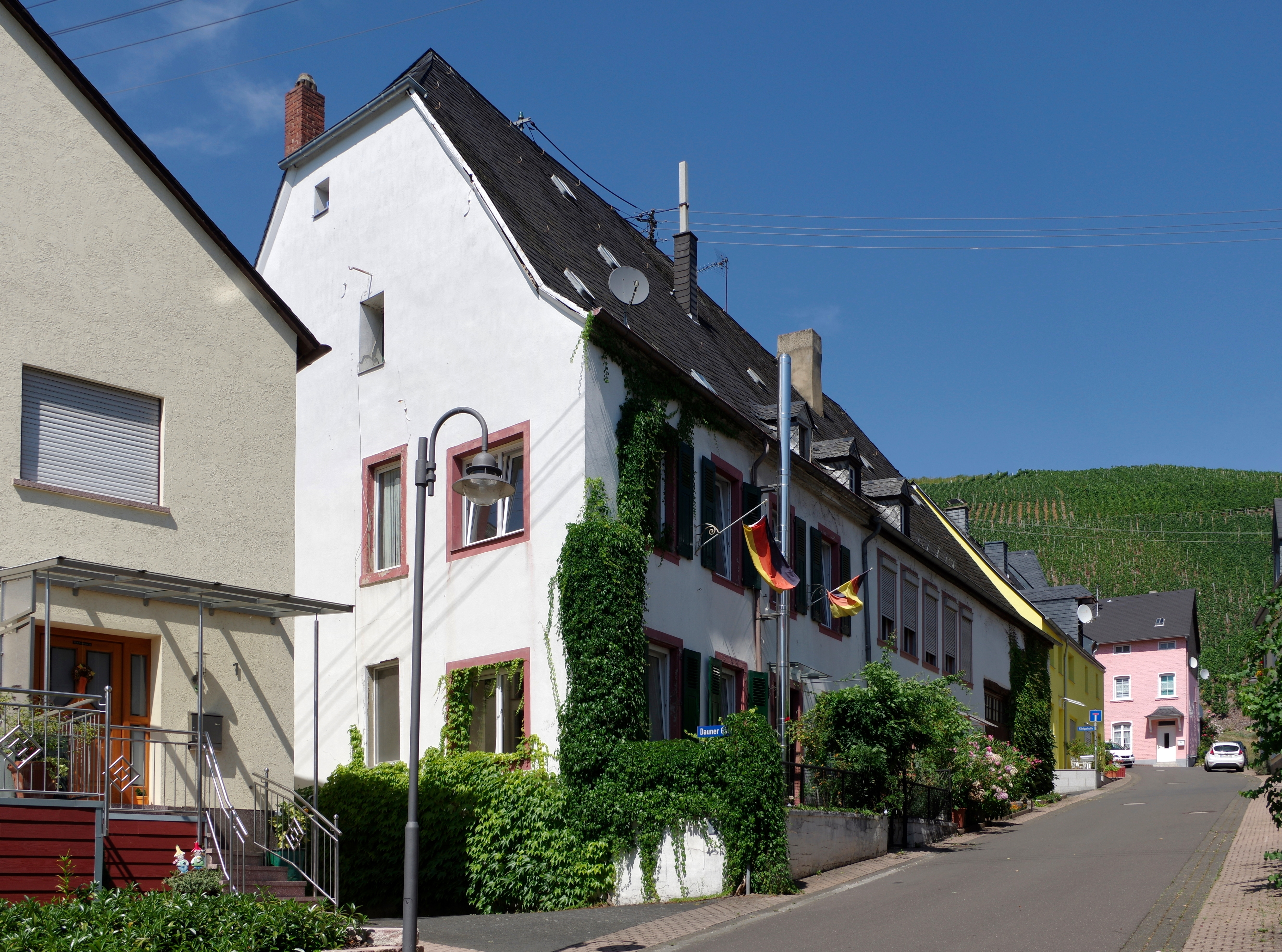
Grafenhof
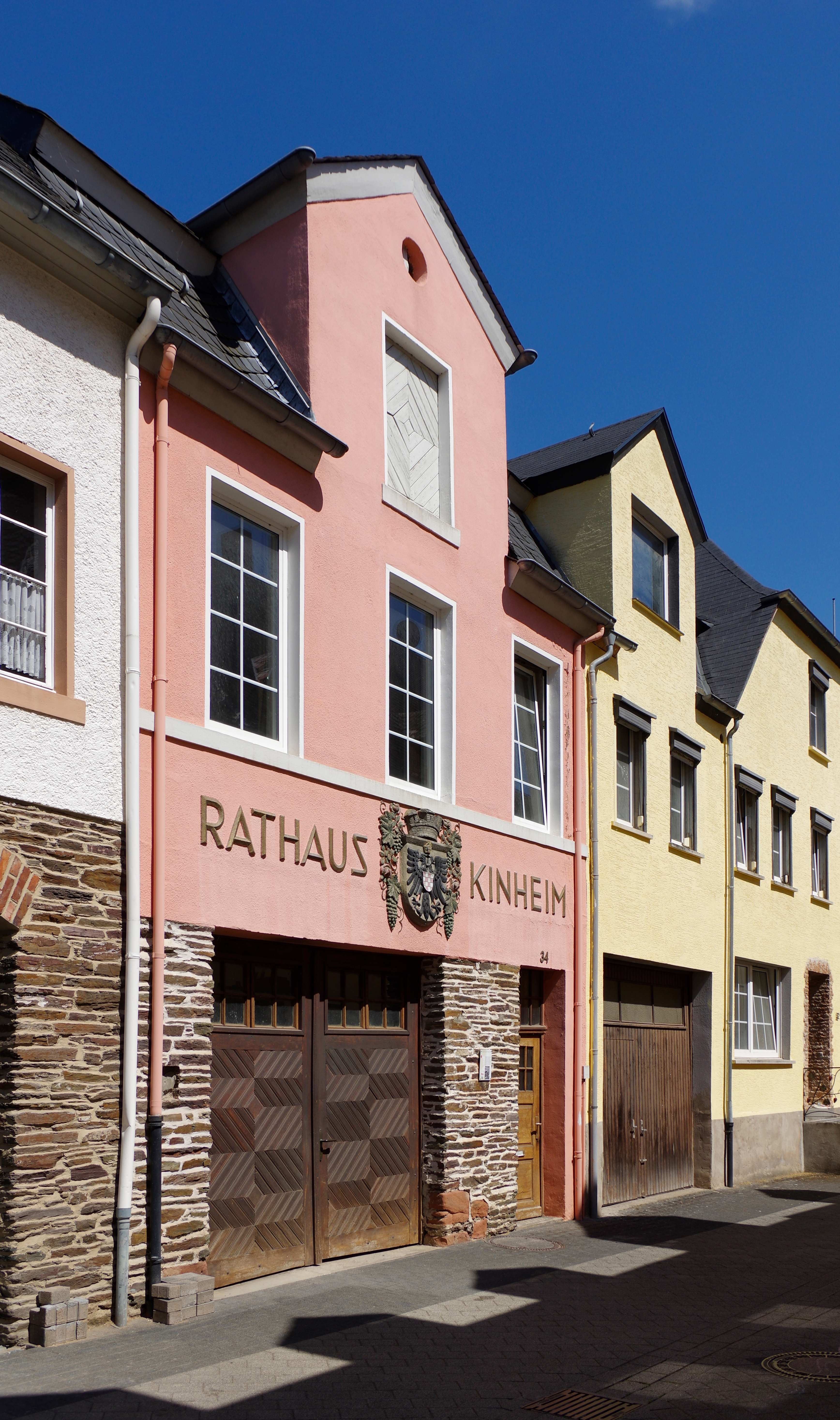
Altes Rathaus
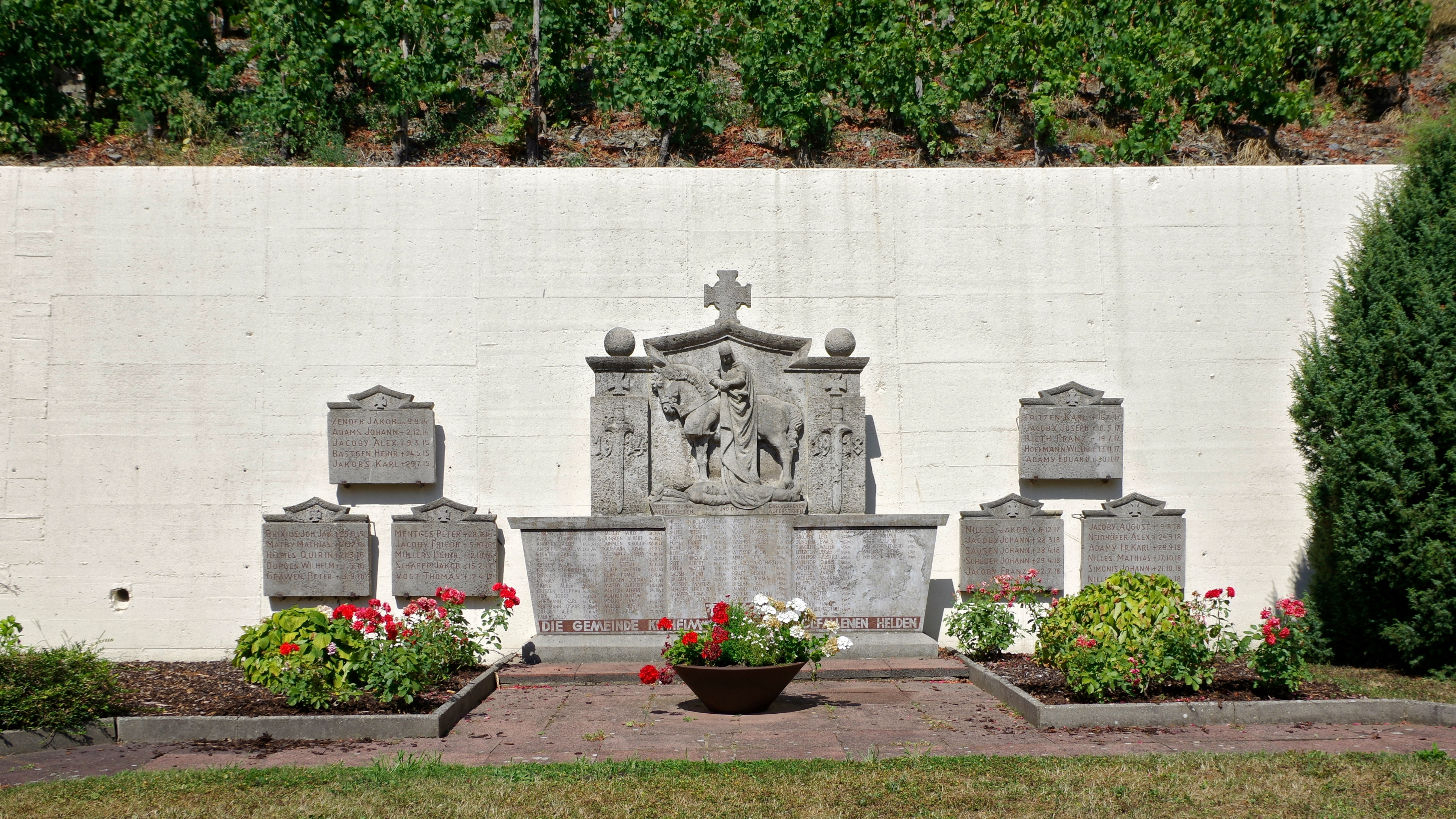
Kriegerdenkmal 1914/18